# Sarah Pavan
Sarah Pavan (* 16. August 1986 in Kitchener) ist eine kanadische Volleyball- und Beachvolleyballspielerin. In der Halle war sie Nationalspielerin und mit Vereinen in verschiedenen Ländern erfolgreich. Im Beachvolleyball wurde sie 2019 Weltmeisterin.

## Karriere Hallen-Volleyball

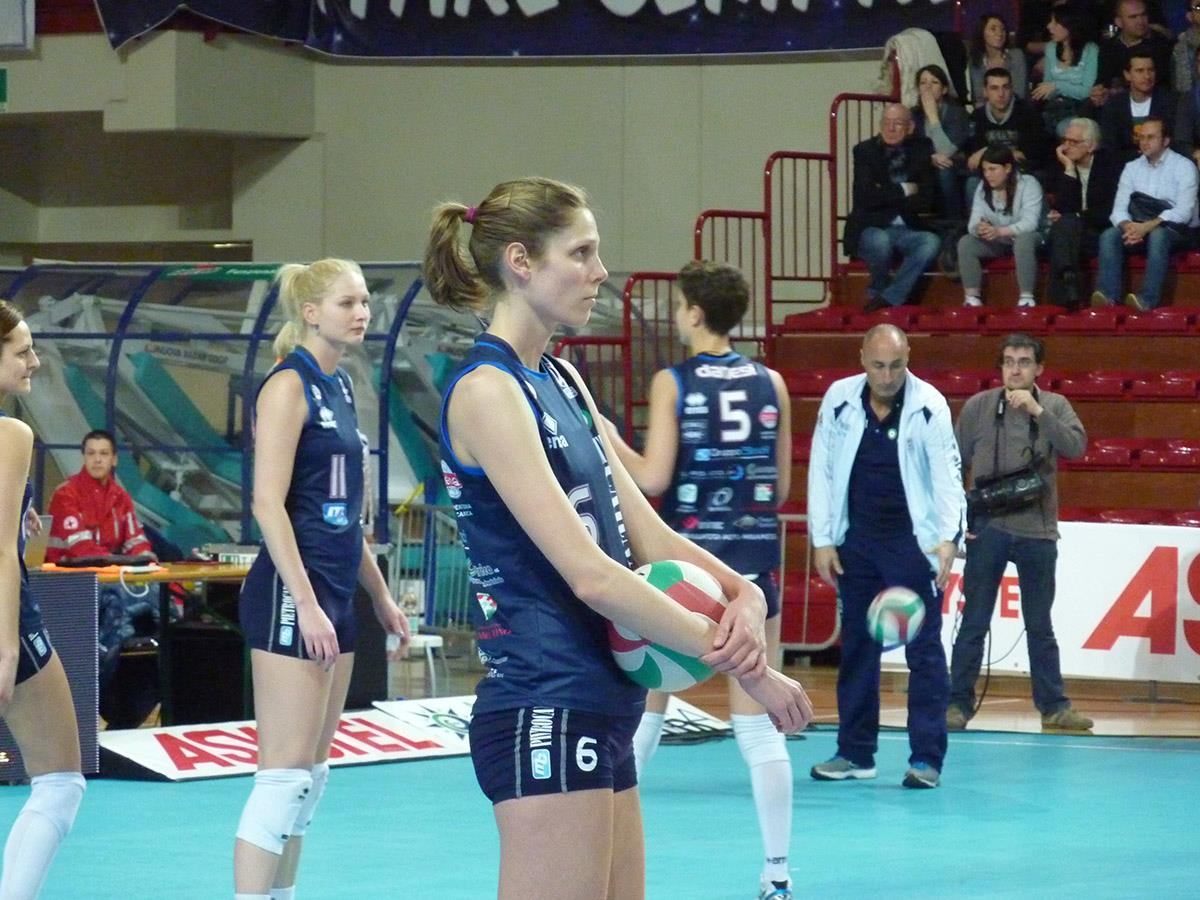
2012 in Italien

Pavan begann ihre Volleyball-Karriere im Alter von zehn Jahren. Unter der Anleitung ihres Vaters spielte sie in der Schulmannschaft des Forest Heights Collegiate Institute und in ihrer Heimatstadt beim Verein Kitchener Waterloo Predators. Als 14-Jährige kam sie in die kanadische Jugend-Nationalmannschaft. 2003 gab sie schließlich beim Volleyball World Grand Prix 2003 ihr Debüt in der A-Nationalmannschaft. Damit wurde sie Kanadas jüngste Nationalspielerin. 2004 erreichte sie mit dem Team bei der NORCECA-Meisterschaft den vierten Platz. Im gleichen Jahr begann Pavan außerdem ihre Ausbildung an der University of Nebraska. Dort spielte sie im Universitätsteam der Huskers. Nach dem Abschluss ihres Studiums ging sie 2008 zum italienischen Erstligisten Zoppas Industries Conegliano. Zwei Jahre später wechselte die Diagonalangreiferin nach Südkorea zu Korea Expressway. Nach einer Saison kehrte sie nach Italien zurück. Mit MC-Carnaghi Villa Cortese wurde sie italienische Vizemeisterin; außerdem belegte der Verein in der Champions League den vierten Rang. Von 2012 bis 2014 spielte Pavan in Brasilien und gewann mit Rio de Janeiro VC zweimal die nationale Meisterschaft. Danach wechselte sie erneut nach Südkorea zu GS Galtex Seoul. Von 2015 bis 2017 spielte Pavan in China für Shanghai Volleyball. Danach kehrte sie zurück nach Italien zu Pomi Casalmaggiore.

## Karriere Beachvolleyball
Da sich die kanadische Volleyball-Nationalmannschaft nie für die Olympischen Spiele qualifizieren konnte, entschied sich Pavan auch für Beachvolleyball, nachdem sie das Olympiaturnier 2012 in London gesehen hatte. Seit 2013 bildete sie ein Duo mit Heather Bansley. Bei ihrem ersten Grand Slam auf der World Tour wurden Pavan/Bansley in Corrientes gleich Neunte. Die nächsten beiden Grand Slams beendeten sie hingegen auf hinteren Plätzen. Bei der Weltmeisterschaft 2013 in Stare Jabłonki erreichten sie als Gruppenzweite die erste Hauptrunde, die sie im Tiebreak gegen die Österreicherinnen Hansel/Schützenhöfer verloren. Als Fünfte des Grand Slams in Long Beach gelang ihnen ihr bestes Ergebnis des ersten gemeinsamen Jahres. Das gleiche Resultat erzielten sie zum Auftakt der World Tour 2014 bei den Prag Open. Nach drei 17. Plätzen in Folge wurden sie auch beim Grand Slam in Gstaad Fünfte. Weitere Top-Ten-Platzierungen gelangen ihnen als Neunte in Klagenfurt und Fünfte in Stare Jabłonki.
Die Saison 2015 eröffneten sie mit einem fünften Rang in Fuzhou. Anschließend erreichten sie bei den Prag Open erstmals ein Finale eines FIVB-Turniers und unterlagen den Brasilianerinnen Ágatha/Bárbara. Kurz darauf standen sie auch beim Poreč Major im Endspiel. Diesmal mussten sie sich Larissa/Talita geschlagen geben. Bei der WM in den Niederlanden kamen sie als Gruppenzweite bis ins Viertelfinale, in dem sie gegen Antonelli/Juliana ausschieden. Es folgten zwei dritte Plätze beim Gstaad Major und dem Grand Slam in Yokohama und auch bei den weiteren FIVB-Turnieren des Jahres blieben Pavan/Bansley in den Top Ten. Beim World Tour Final in Fort Lauderdale wurden sie Vierte. Auf der World Tour 2016 wurden sie Fünfte in Rio de Janeiro und Dritte in Moskau sowie einige Male Neunte. In Poreč erreichten sie zum zweiten Mal in Folge das Endspiel; diesmal verloren sie gegen das deutsche Duo Laboureur/Sude. Als drittbestes Team der Olympiarangliste qualifizierten sie sich für die Olympischen Spiele in Rio de Janeiro. Dort blieben sie in der Vorrunde und im Achtelfinale ohne Satzverlust, bevor sie sich im Viertelfinale den späteren Olympiasiegerinnen Laura Ludwig und Kira Walkenhorst geschlagen geben mussten. Nach den Olympischen Spielen trennten sich Pavan und Bansley.
Seit 2017 spielte Pavan mit Melissa Humana-Paredes zusammen. Auf der World Tour hatten die beiden Kanadierinnen ausnahmslos Top-Ten-Platzierungen. Herausragend war der Sieg beim 5-Sterne-Turnier in Poreč. Bei der WM in Wien erreichten Pavan/Humana-Paredes nach sechs Siegen ohne Satzverlust das Halbfinale, in dem sie mit 1:2 gegen die US-Amerikanerinnen Ross/Fendrick verloren. Im Spiel um den dritten Platz unterlagen sie den Brasilianerinnen Larissa/Talita ebenfalls mit 1:2. Ebenfalls Vierte wurden sie beim World Tour Final in Hamburg.
Auf der World Tour 2017/18 wurden Pavan/Humana-Paredes zunächst Fünfte in Fort Lauderdale. Dann gewannen sie die Turniere in Xiamen (vier Sterne) und Gstaad (fünf Sterne) und erzielten weitere Top-Ten-Ergebnisse. Beim World Tour Final 2018 kamen sie auf den siebten Platz. Bei der World Tour 2018/19 erreichten sie die Endspiele in Las Vegas und Itapema (jeweils vier Sterne). Hinzu kamen ein vierter und zwei fünfte Plätze. Bei der WM 2019 in Hamburg wurden die Kanadierinnen mit einem Sieg im Endspiel gegen die US-Amerikanerinnen Alexandra Klineman und April Ross Weltmeisterinnen und gewannen damit die erste WM-Medaille für ihr Land.
2021 erreichten Pavan/Humana-Paredes beim olympischen Beachvolleyballturnier in Tokio als Erste ihrer Vorrundengruppe das Achtelfinale, in dem sie gegen die Spanierinnen Baquerizo/Liliana gewannen. Im Viertelfinale schieden sie gegen die Australierinnen Clancy/Artacho aus. Im Oktober wurden Pavan/Humana-Paredes beim World Tour Finale in Cagliari nach einer 0:2-Niederlage im Endspiel gegen die Deutschen Karla Borger und Julia Sude Zweite. Auf der neugeschaffenen World Beach Pro Tour 2022 hatten die beiden Kanadierinnen bei den Elite16-Turnieren die Plätze fünf, neun, eins und fünf. Bei der WM 2022 in Rom erreichten Pavan/Humana-Paredes den fünften Platz.
2023 spielte Pavan zunächst einige Turniere mit Sophie Bukovec und seit Juni mit Molley McBain. Beste Ergebnisse vor der WM in Tlaxcala, an der Pavan/McBain teilnahmen, waren jeweils neunte Ränge beim Challenge in Espinho sowie beim Elite16 in ihrem Heimatland in Montreal. Im November erreichten sie bei den Challenge-Turnieren Platz fünf in Haikou und Platz drei in Chiang Mai. Nach einigen durchwachsenen Ergebnissen auf der World Pro Tour 2024 zwischen März und Mai verpassten die Kanadierinnen knapp die Teilnahme an den Olympischen Spielen in Paris.
Am 22. Oktober 2024 erklärte Pavan das Ende ihrer professionellen Spielerkarriere.

## Familie
Pavans Eltern waren beide im Volleyball aktiv und brachten ihre Tochter schon früh zu diesem Sport. Ihr Vater Paul spielte in der Universität und war Sarahs erster Trainer in Kitchener. Ihre Mutter Cindy war Nationalspielerin, verpasste aber wegen des Boykotts 1980 eine Olympiateilnahme. Ihre Schwester Rebecca Pavan ist ebenfalls Nationalspielerin.